# Vicariato apostólico de Puerto Ayacucho
El vicariato apostólico de Puerto Ayacucho (en latín: Vicariatus Apostolicus Portus Ayacuquensis) es una circunscripción eclesiástica de la Iglesia católica en Venezuela. Se trata de un vicariato apostólico latino, inmediatamente sujeto a la Santa Sede (agregado a la provincia eclesiástica de la arquidiócesis de Calabozo). Desde el 14 de octubre de 2015 su vicario apostólico es el obispo Jonny Eduardo Reyes Sequera, de la Pía Sociedad de San Francisco de Sales.

## Territorio y organización
El vicariato apostólico tiene 180 000 km² y extiende su jurisdicción sobre los fieles católicos de rito latino residentes en el estado Amazonas.
La sede del vicariato apostólico se encuentra en la ciudad de Puerto Ayacucho, en donde se halla la Catedral de María Auxiliadora.
En 2022 en el vicariato apostólico existían 13 parroquias.

## Historia
La prefectura apostólica del Alto Orinoco fue erigida el 5 de febrero de 1932 mediante el decreto Quo melius de la Sagrada Congregación Consistorial, derivando el territorio de la diócesis de Santo Tomás de Guayana (hoy arquidiócesis de Ciudad Bolívar).
El 7 de mayo de 1953, como consecuencia de la bula Nulla maiore del papa Pío XII, la prefectura apostólica fue elevada a vicariato apostólico y tomó su nombre actual.

## Estadísticas
Según el Anuario Pontificio 2023, el vicariato apostólico tenía a fines de 2022 un total de 185 260 fieles bautizados.
| Año                                                                             | Población            | Población | Población      | Sacerdotes | Sacerdotes    | Sacerdotes    | Bautizados por sacerdote | Diáconos permanentes | Religiosos | Religiosos | Parroquias |
| Año                                                                             | Bautizados católicos | Total     | % de católicos | Total      | Clero secular | Clero regular | Bautizados por sacerdote | Diáconos permanentes | Varones    | Mujeres    | Parroquias |
| ------------------------------------------------------------------------------- | -------------------- | --------- | -------------- | ---------- | ------------- | ------------- | ------------------------ | -------------------- | ---------- | ---------- | ---------- |
| 1950                                                                            | 8000                 | 23 000    | 34.8           | 10         |               | 10            | 800                      |                      | 15         | 4          | 3          |
| 1965                                                                            | ?                    | ?         | ?              | 17         |               | 17            | ?                        |                      | 31         | 16         | 7          |
| 1970                                                                            | 14 500               | 30 000    | 48.3           | 18         |               | 18            | 805                      |                      | 26         | 24         |            |
| 1976                                                                            | 18 250               | 29 500    | 61.9           | 23         |               | 23            | 793                      |                      | 32         | 26         | 7          |
| 1980                                                                            | 21 500               | 36 100    | 59.6           | 23         |               | 23            | 934                      |                      | 32         | 33         | 7          |
| 1990                                                                            | 44 800               | 78 000    | 57.4           | 24         |               | 24            | 1866                     |                      | 32         | 47         | 10         |
| 1999                                                                            | 100 000              | 150 000   | 66.7           | 25         |               | 25            | 4000                     |                      | 30         | 52         | 9          |
| 2000                                                                            | 110 000              | 160 000   | 68.8           | 25         |               | 25            | 4400                     |                      | 29         | 47         | 9          |
| 2001                                                                            | 115 000              | 170 000   | 67.6           | 25         | 2             | 23            | 4600                     |                      | 25         | 45         | 9          |
| 2002                                                                            | 120 000              | 185 000   | 64.9           | 27         | 2             | 25            | 4444                     |                      | 28         | 47         | 9          |
| 2003                                                                            | 120 000              | 180 000   | 66.7           | 26         | 2             | 24            | 4615                     |                      | 28         | 46         | 9          |
| 2004                                                                            | 150 000              | 200 000   | 75.0           | 27         | 4             | 23            | 5555                     | 4                    | 25         | 46         | 9          |
| 2010                                                                            | 167 000              | 219 000   | 76.3           | 29         | 4             | 25            | 5758                     | 3                    | 29         | 40         | 12         |
| 2014                                                                            | 177 000              | 231 000   | 76.6           | 29         | 6             | 23            | 6103                     | 3                    | 28         | 40         | 13         |
| 2017                                                                            | 172 270              | 243 200   | 70.8           | 29         | 9             | 20            | 5940                     | 2                    | 23         | 30         | 12         |
| 2020                                                                            | 179 900              | 252 500   | 71.2           | 26         | 9             | 17            | 6919                     | 2                    | 18         | 30         | 13         |
| 2022                                                                            | 185 260              | 260 100   | 71.2           | 22         | 9             | 13            | 8420                     | 2                    | 19         | 28         | 13         |
| Fuente: Catholic-Hierarchy, que a su vez toma los datos del Anuario Pontificio. |                      |           |                |            |               |               |                          |                      |            |            |            |

## Episcopologio
- Enrico de Ferrari, S.D.B. † (14 de noviembre de 1932-3 de agosto de 1945 falleció)
- Cosma Alterio, S.D.B. † (31 de enero de 1947-21 de agosto de 1950 renunció)
- Segundo García Fernández, S.D.B. † (21 de agosto de 1950-5 de octubre de 1974 renunció)
- Enzo Ceccarelli Catraro, S.D.B. † (5 de octubre de 1974-23 de octubre de 1989 renunció)
- Antonio Ignacio Velasco García, S.D.B. † (23 de octubre de 1989-27 de mayo de 1995 nombrado arzobispo de Caracas)
- José Ángel Divassón Cilveti, S.D.B. (23 de febrero de 1996-14 de octubre de 2015 retirado)
- Jonny Eduardo Reyes Sequera, S.D.B., desde el 14 de octubre de 2015